# Vascões
Vascões is een plaats (freguesia) in de Portugese gemeente Paredes de Coura en telt 237 inwoners (2001).

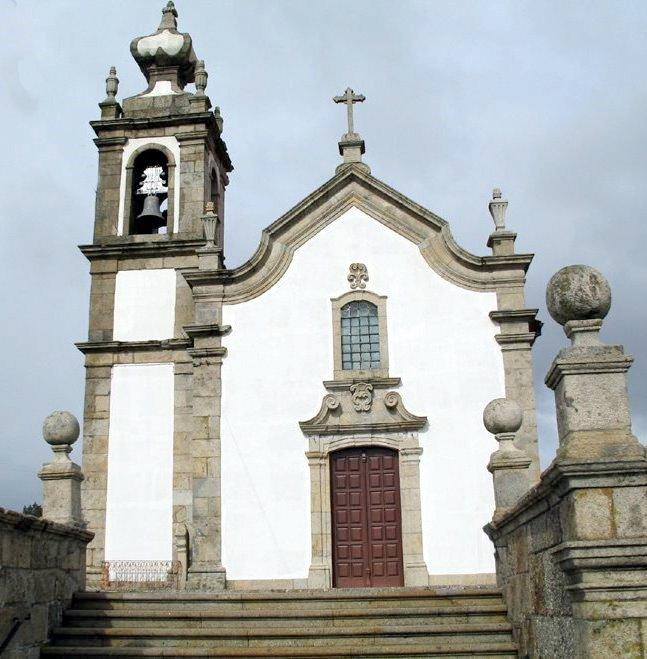
Kerk van Vascões

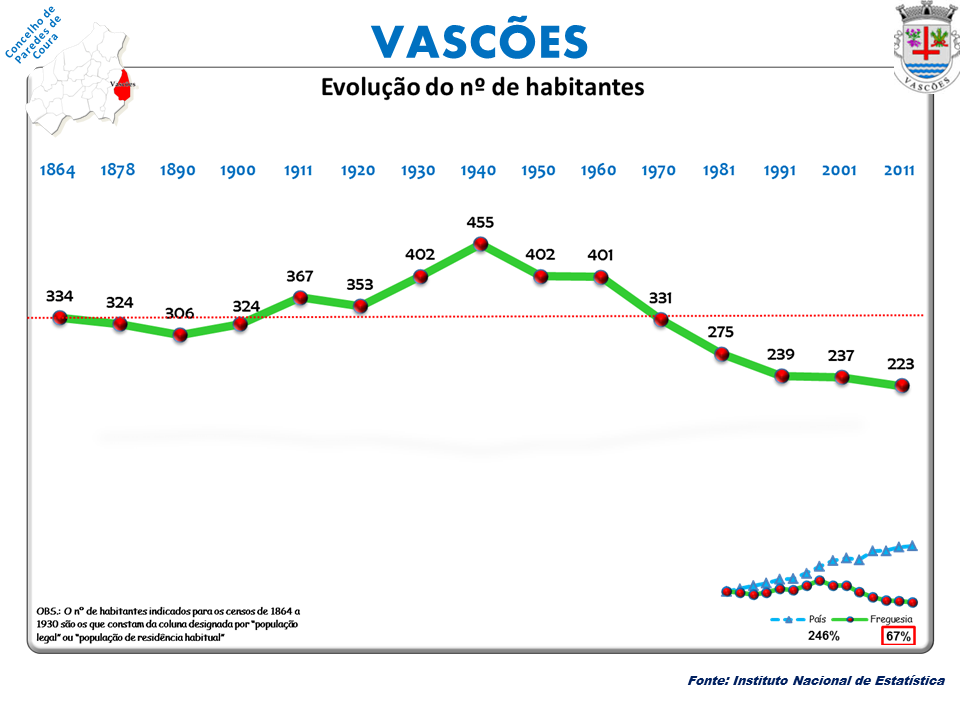
Bevolkingsontwikkeling tussen 1864 en 2011